# Zell (Mosel)
Zell é uma cidade da Alemanha localizado no distrito (Kreis ou Landkreis) de Cochem-Zell, na associação municipal de Verbandsgemeinde Zell, no estado da Renânia-Palatinado. Está situada às margens do rio Mosela.